# Ireton (Iowa)
Ireton ist eine Stadt im Sioux County, Iowa, in den Vereinigten Staaten. Das U.S. Census Bureau hat bei der Volkszählung 2020 eine Einwohnerzahl von 590 ermittelt.

## Geographie
Die Stadt liegt in einem Tal, von dem aus ein Fluss in den Big Sioux River fließt.
Die Stadt hat eine Fläche von 2,6 km², welche komplett aus Land besteht.

## Geschichte
Die Stadt Ireton im Reading Township, Iowa wurde 1882 gegründet. Die Gegend wurde wegen einer Eisenbahn in der Nähe ausgesucht. Sie war ein Teil von mehreren englischen Ansiedlungen, unter anderem Alton Le Mars und Hospers. 1890 wurde die Stadt für unabhängig erklärt. Sie versorgte die lokalen Farmer mit Gemischtwarenläden, Hufeisenschmieden und Ausrüstungsläden. Des Weiteren war es ein Ort, von dem aus die Ernten mit der Eisenbahn transportiert werden konnten. Auch nachdem die Eisenbahn entfernt wurde, gab es noch verschiedene Ernteläden und viele verschiedene mit der Landwirtschaft verbundene Läden.
Die Stadt wurde nach Henry Ireton benannt, der unter Oliver Cromwell im Englischen Bürgerkrieg diente. Außerdem war er Cromwells Schwiegersohn.
Die ursprünglichen Einwohner von Ireton waren hauptsächlich Engländer und Iren. Später, als die größeren niederländischen Siedlungen im Sioux Center und Orange City gegründet wurde, kamen immer mehr Niederländer nach Ireton.
Viele der ursprünglichen Einwohner von Ireton waren Veteranen und deren Söhne aus dem Sezessionskrieg. Es gibt einen alten Militärpfad, der nahe an der Stadt verläuft. Es gab verschiedene Soldaten, die auf diesem Pfad starben und in einem Friedhof begraben wurden, welcher in der Nähe eines Hügels der Straße lag. Der Iretonfriedhof wurde um diese Gräber angelegt und enthält nun auch eine Bronzestatue, die einen nach Süden schauenden Soldaten darstellt, um an die Veteranen zu erinnern.

## Persönlichkeiten
- Egerton L. Ballachey (1908–1969), Sozialpsychologe und außerordentlicher Professor